# Limnephilus solidus
Limnephilus solidus är en nattsländeart som först beskrevs av Hagen 1861.  Limnephilus solidus ingår i släktet Limnephilus och familjen husmasknattsländor. Inga underarter finns listade i Catalogue of Life.